# World RX de Bélgica 2018
El World RX de Bélgica 2018, oficialmente  Coyote World RX of Belgium  es una prueba de Rallycross en Bélgica válida para el Campeonato Mundial de Rallycross. Se celebró en el Circuito Jules Tacheny Mettet en Mettet, Bélgica
Sébastien Loeb consiguió su primera victoria de la temporada a bordo de su Peugeot 208, seguido de Petter Solberg y Timmy Hansen.
En RX2 ganó el noruego Ben-Philip Gundersen, seguido por sus compatriotas Sondre Evjen y Henrik Krogstad.

## Supercar

### Series
| Pos. | No. | Piloto               | Equipo                 | Auto              | Q1  | Q2  | Q3  | Q4  | Pts |
| ---- | --- | -------------------- | ---------------------- | ----------------- | --- | --- | --- | --- | --- |
| 1    | 5   | Mattias Ekström      | EKS Audi Sport         | Audi S1           | 6º  | 1º  | 7º  | 1º  | 16  |
| 2    | 21  | Timmy Hansen         | Team Peugeot Total     | Peugeot 208       | 3º  | 2º  | 1º  | 7º  | 15  |
| 3    | 1   | Johan Kristoffersson | PSRX Volkswagen Sweden | Volkswagen Polo R | 4º  | 5º  | 2º  | 3º  | 14  |
| 4    | 9   | Sébastien Loeb       | Team Peugeot Total     | Peugeot 208       | 2º  | 4º  | 10º | 2º  | 13  |
| 5    | 11  | Petter Solberg       | PSRX Volkswagen Sweden | Volkswagen Polo R | 1º  | 3º  | 11º | 8º  | 12  |
| 6    | 13  | Andreas Bakkerud     | EKS Audi Sport         | Audi S1           | 7º  | 10º | 4º  | 4º  | 11  |
| 7    | 4   | Robin Larsson        | Olsbergs MSE           | Ford Fiesta       | 9º  | 9º  | 9º  | 5º  | 10  |
| 8    | 7   | Timur Timerzyanov    | GRX Taneco Team        | Hyundai i20       | 8º  | 11º | 8º  | 6º  | 9   |
| 9    | 71  | Kevin Hansen         | Team Peugeot Total     | Peugeot 208       | 5º  | 6º  | 15º | 10º | 8   |
| 10   | 6   | Jānis Baumanis       | STARD                  | Ford Fiesta       | 13º | 14º | 5º  | 9º  | 7   |
| 11   | 68  | Niclas Grönholm      | GRX Taneco Team        | Hyundai i20       | 15º | 12º | 3º  | 13º | 6   |
| 12   | 36  | Guerlain Chicherit   | GC Kompetition         | Renault Mégane RS | 12º | 7º  | 12º | 12º | 5   |
| 13   | 67  | François Duval       | Comtoyou Racing        | Audi S1           | 14º | 8º  | 13º | 11º | 4   |
| 14   | 74  | Jérôme Grosset-Janin | GC Kompetition         | Renault Mégane RS | 10º | 15º | 6º  | 15º | 3   |
| 15   | 66  | Grégoire Demoustier  | Sébastien Loeb Racing  | Peugeot 208       | 16º | 16º | 14º | 14º | 2   |
| 16   | 96  | Kevin Eriksson       | Olsbergs MSE           | Ford Fiesta       | 11º | 13º | 16º | 16º | 1   |

### Semifinales
Semifinal 1
| Pos. | No. | Piloto               | Equipo                 | Tiempo     | Pts |
| ---- | --- | -------------------- | ---------------------- | ---------- | --- |
| 1    | 1   | Johan Kristoffersson | PSRX Volkswagen Sweden | 4:17.270   | 6   |
| 2    | 11  | Petter Solberg       | PSRX Volkswagen Sweden | +2.198     | 5   |
| 3    | 5   | Mattias Ekström      | EKS Audi Sport         | +3.524     | 4   |
| 4    | 68  | Niclas Grönholm      | GRX Taneco Team        | +6.366     | 3   |
| 5    | 71  | Kevin Hansen         | Team Peugeot Total     | +7.128     | 2   |
| 6    | 4   | Robin Larsson        | Olsbergs MSE           | +4 Vueltas | 1   |

Semifinal 2
| Pos. | No. | Piloto             | Equipo             | Tiempo   | Pts |
| ---- | --- | ------------------ | ------------------ | -------- | --- |
| 1    | 9   | Sébastien Loeb     | Team Peugeot Total | 4:10.869 | 6   |
| 2    | 13  | Andreas Bakkerud   | EKS Audi Sport     | +6.464   | 5   |
| 3    | 21  | Timmy Hansen       | Team Peugeot Total | +6.795   | 4   |
| 4    | 6   | Jānis Baumanis     | STARD              | +9.551   | 3   |
| 5    | 36  | Guerlain Chicherit | GC Kompetition     | +10.714  | 2   |
| 6    | 7   | Timur Timerzyanov  | GRX Taneco Team    | +19.495  | 1   |

### Final
| Pos. | No. | Piloto               | Equipo                 | Tiempo   | Pts |
| ---- | --- | -------------------- | ---------------------- | -------- | --- |
| 1    | 9   | Sébastien Loeb       | Team Peugeot Total     | 4:05.108 | 8   |
| 2    | 11  | Petter Solberg       | PSRX Volkswagen Sweden | +0.447   | 5   |
| 3    | 21  | Timmy Hansen         | Team Peugeot Total     | +1.802   | 4   |
| 4    | 5   | Mattias Ekström      | EKS Audi Sport         | +1.960   | 3   |
| 5    | 1   | Johan Kristoffersson | PSRX Volkswagen Sweden | +2.095   | 2   |
| 6    | 13  | Andreas Bakkerud     | EKS Audi Sport         | +3.031   | 1   |

## RX2 International Series

### Series
| Pos. | No. | Piloto               | Equipo                     | Q1  | Q2  | Q3  | Q4  | Pts |
| ---- | --- | -------------------- | -------------------------- | --- | --- | --- | --- | --- |
| 1    | 55  | Vasiliy Gryazin      | Sports Racing Technologies | 1º  | 2º  | 1º  | 1º  | 16  |
| 2    | 2   | Ben-Philip Gundersen | JC Raceteknik              | 2º  | 1º  | 2º  | 8º  | 15  |
| 3    | 96  | Guillaume De Ridder  | Olsbergs MSE               | 3º  | 5º  | 4º  | 5º  | 14  |
| 4    | 16  | Oliver Eriksson      | Olsbergs MSE               | 6º  | 4º  | 3º  | 6º  | 13  |
| 5    | 65  | Jami Kalliomaki      | Set Promotion              | 7º  | 6º  | 7º  | 2º  | 12  |
| 6    | 69  | Sondre Evjen         | JC Raceteknik              | 13º | 11º | 5º  | 3º  | 11  |
| 7    | 6   | William Nilsson      | JC Raceteknik              | 8º  | 7º  | 11º | 7º  | 10  |
| 8    | 77  | Henrik Krogstad      | JC Raceteknik              | 5º  | 3º  | 17º | 9º  | 9   |
| 9    | 9   | Glenn Haug           | Glenn Haug                 | 4º  | 9º  | 13º | 10º | 8   |
| 10   | 21  | Conner Martell       | Team Faren                 | 14º | 12º | 10º | 4º  | 7   |
| 11   | 8   | Simon Wågø Syversen  | Set Promotion              | 10º | 10º | 9º  | 13º | 6   |
| 12   | 52  | Simon Olofsson       | Simon Olofsson             | 9º  | 8º  | 8º  | DNF | 5   |
| 13   | 12  | Anders Michalak      | Anders Michalak            | 12º | 13º | 12º | 11º | 4   |
| 14   | 50  | Nathan Heathcote     | Team Faren                 | 11º | 14º | 6º  | DNF | 3   |
| 15   | 23  | Koen Pauwels         | Koen Pauwels               | 15º | 15º | 15º | 12º | 2   |
| 16   | 53  | Cole Keatts          | Olsbergs MSE               | 16º | 16º | 14º | 14º | 1   |
| 17   | 66  | Albert Llovera       | Albert Llovera             | 17º | 17º | 16º | 15º |     |

### Semifinales
Semifinal 1
| Pos. | No. | Piloto              | Equipo                     | Tiempo     | Pts |
| ---- | --- | ------------------- | -------------------------- | ---------- | --- |
| 1    | 55  | Vasily Gryazin      | Sports Racing Technologies | 4:38.393   | 6   |
| 2    | 65  | Jami Kalliomaki     | Set Promotion              | +0.437     | 5   |
| 3    | 6   | William Nilsson     | JC Raceteknik              | +2.427     | 4   |
| 4    | 8   | Simon Wågø Syversen | Set Promotion              | +15.711    | 3   |
| 5    | 9   | Glenn Haug          | Glenn Haug                 | +6 Vueltas | 2   |
| 6    | 96  | Guillaume De Ridder | Olsbergs MSE               | +6 Vueltas | 1   |

Semifinal 2
| Pos. | No. | Piloto               | Equipo         | Tiempo   | Pts |
| ---- | --- | -------------------- | -------------- | -------- | --- |
| 1    | 77  | Henrik Krogstad      | JC Raceteknik  | 4:44.815 | 6   |
| 2    | 69  | Sondre Evjen         | JC Raceteknik  | +0.869   | 5   |
| 3    | 2   | Ben-Philip Gundersen | JC Raceteknik  | +1.047   | 4   |
| 4    | 16  | Oliver Eriksson      | Olsbergs MSE   | +2.280   | 3   |
| 5    | 21  | Conner Martell       | Team Faren     | +4.153   | 2   |
| 6    | 52  | Simon Olofsson       | Simon Olofsson | +5.923   | 1   |

### Final
| Pos. | No. | Piloto               | Equipo                     | Tiempo     | Pts |
| ---- | --- | -------------------- | -------------------------- | ---------- | --- |
| 1    | 2   | Ben-Philip Gundersen | JC Raceteknik              | 4:41.956   | 8   |
| 2    | 69  | Sondre Evjen         | JC Raceteknik              | +1.030     | 5   |
| 3    | 77  | Henrik Krogstad      | JC Raceteknik              | +1.798     | 4   |
| 4    | 6   | William Nilsson      | JC Raceteknik              | +3.587     | 3   |
| 5    | 55  | Vasiliy Gryazin      | Sports Racing Technologies | +6 Vueltas | 2   |
| DSQ  | 65  | Jami Kalliomaki      | Set Promotion              |            |     |

## Campeonatos tras la prueba
| Pos | Piloto               | Pts | Dif |
| --- | -------------------- | --- | --- |
| 1   | Johan Kristoffersson | 75  |     |
| 2   | Sébastien Loeb       | 66  | +9  |
| 3   | Petter Solberg       | 65  | +10 |
| 4   | Andreas Bakkerud     | 61  | +14 |
| 5   | Mattias Ekström      | 59  | +16 |

| Pos | Piloto               | Pts | Dif |
| --- | -------------------- | --- | --- |
| 1   | Ben-Philip Gundersen | 27  |     |
| 2   | Vasily Gryazin       | 24  | +3  |
| 3   | Sondre Evjen         | 21  | +6  |
| 4   | Henrik Krogstad      | 19  | +8  |
| 5   | William Nilsson      | 17  | +10 |

- Nota: Sólo se incluyen las cinco posiciones principales.